# Tsar Kaloyan (huyện)
Tsar Kaloyan là một huyện thuộc tỉnh Razgrad, Bungaria. Dân số thời điểm năm 2001 là 8568 người.